# 裏磐梯川上温泉
裏磐梯川上温泉（うらばんだいかわかみおんせん）は、福島県耶麻郡猪苗代町（旧国陸奥国）にある温泉である。

## 泉質
- 単純温泉

## 温泉街
磐梯山の北側、国道459号沿いに位置し、2軒ほどの宿泊施設がある。
磐梯山登山口に近く、登山客の利用も多い。
国道沿いには飲食店もあり、裏磐梯の山塩を使った山塩ラーメンやトマトラーメンなど、名物となっている。休日には多くの客で賑わっている。
温泉街の近くにはゲンジボタルが多数生息している場所があり、夏場蛍が舞う光景は名物の一つである。

## 歴史
古くから温泉は存在したが、1888年（明治21年）の磐梯山噴火後の山体崩壊により源泉も埋没し、その後現在地に温泉街が形成された。
1990年代前半には10数軒の宿泊施設が存在したが、宿泊客の減少などもあり、ほとんどが廃業してしまい、現在は上述の通り2軒ほどとなっている。
また、かつて当地には製材所も存在していた。(現在は無く、跡地はテニスコートになっている。)

## 当地を襲った山津波
1938年(昭和13年)5月、雪解けなどの影響により磐梯山噴火時の土砂が泥流となって当地を襲い、2名が犠牲となった。
このことを地元では「山津波(やまつなみ)」と読んでいる。
また、温泉街中央辺りにある坂(現在は国道459号線)を泥流が流れ下ってきたことから、この坂を「津波坂(つなみざか)」と読んでいる。

## アクセス
- JR磐越西線 猪苗代駅より北へ約12 km。
- 磐梯東都バスの路線バス（猪苗代駅⇔裏磐梯高原駅）「川上温泉」バス停より徒歩すぐ。
- 磐越自動車道 猪苗代磐梯高原ICより約20分。

## 周辺
- 裏磐梯高原
- 五色沼
- 秋元湖
- 諸橋近代美術館
- 磐梯山噴火記念館